# Lachemilla procumbens
Lachemilla procumbens är en rosväxtart som först beskrevs av Joseph Nelson Rose, och fick sitt nu gällande namn av Per Axel Rydberg. Lachemilla procumbens ingår i släktet Lachemilla och familjen rosväxter. Utöver nominatformen finns också underarten L. p. andina.